# قائمة المجالات الأكاديمية

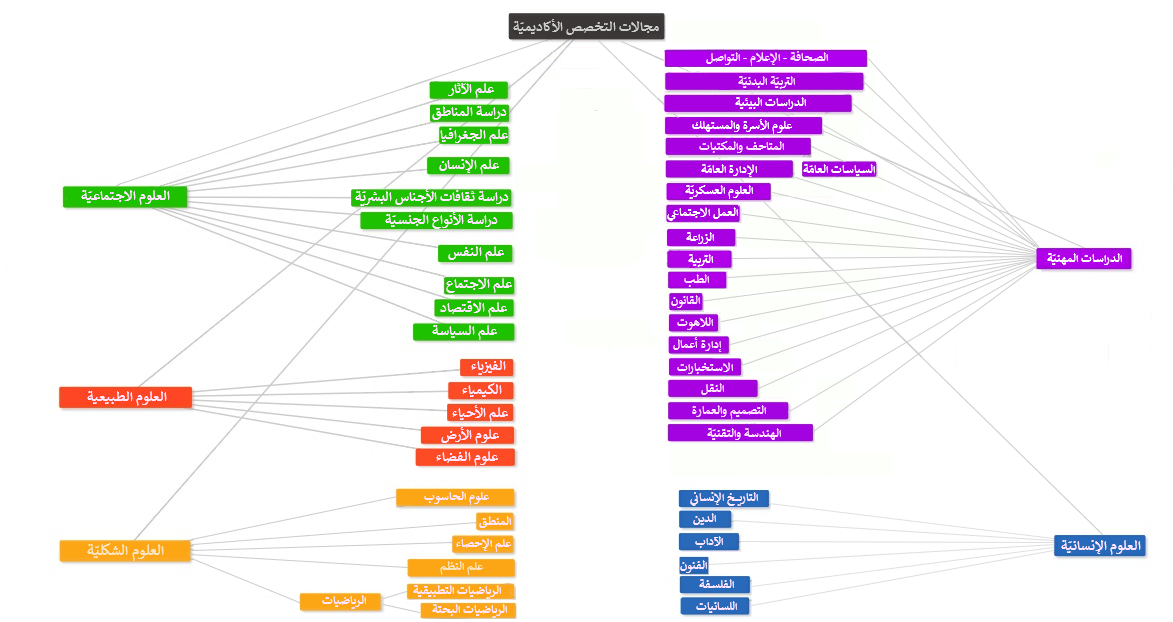
خريطة ذهنية للتخصصات والمهن ذات المستوى الأعلى

تقدم الخطوط العريضة التالية نظرة عامة عن الدليل الموضوعي للتخصصات الأكاديمية: 
يُعرف التخصص الأكاديمي أو مجال الدراسة على أنه فرع من المعرفة. يتم تدريسه كحقل دراسي معتمد من التعليم العالي. يتم الاعتراف بتخصصات الطلاب والباحثين في كليات الجامعات. سيتم اعتماد هؤلاء الأشخاص من قبل الجمعيات العلمية التي ينتمون إليها وكذلك من قبلالمجلات الأكاديمية التي ينشر فيها. ومع ذلك، لا توجد معايير رسمية لتحديد التخصص الأكاديمي. 
تختلف التخصصات بين الجامعات والبرامج. سيكون لهذه التخصصات قوائم محددة جيدًا من الدوريات والمؤتمرات التي تدعمها بضع جامعات ومطبوعات. قد يكون للتخصص فروعًا، تُسمى التخصصات الفرعية. 
لا يوجد إجماع حول كيفية تصنيف بعض التخصصات الأكاديمية (على سبيل المثال، ما إذا كانت الأنثروبولوجيا واللغويات تخصصات علوم اجتماعية أو مجالات داخلالعلوم الإنسانية). بشكلٍ أعم، المعايير المناسبة لتنظيم المعرفة في التخصصات هي أيضًا مفتوحة للنقاش. 

## نبذة تاريخية
تاريخ التخصصات الأكاديمية - نشأت تخصصات أكاديمية من مؤسسات تعليمية، حيث نمت تلك الكليات لتشمل كليات أو إدارات متخصصة: 
- كلية
- قسم أكاديمي
- اعتماد إقليمي
- وزارة التربية والتعليم الأمريكية

## إنسانيات

### علم الإنسان
- علم الأنثروبولوجيا الجنائية
- اللسانيات الأنثروبولوجية
  - اللسانيات الوصفية
  - اللسانيات التاريخية
  - علم اللغة الإثنية (أو اللغويات الثقافية)
  - علم اللسانيات الاجتماعية (أو اللغويات الاجتماعية) (أو علم اللغة الاجتماعي)
- علم الإنسان الحيوي (أو الأنثروبولوجيا الطبيعية)
  - الأنثروبولوجيا الطبية الشرعية
  - التطور الجيني الثقافي المشترك
  - السلوك البشري البيئي
  - تطور الإنسان
  - علم الإنسان الطبي
  - علم مستحاثات البشر
  - وراثيات سكانية
  - علم الحيوانات الراقية

| - علم الإنسان الثقافي - الأنثروبولوجيا الدينية - الثقافة الرقمية - الأنثروبولوجيا الاقتصادية - وصف الأعراق البشرية - تاريخ الأعراق البشرية - علم الأعراق - علم موسيقى الشعوب - الفلكلور - علم الأساطير - علم انتهاج الخطأ - الأنثروبولوجيا السياسية - الأنثروبولوجيا النفسية - الأنثروبولوجيا اللغوية - علم الإنسان الاجتماعي |

#### علم الآثار
- الآثار الكلاسيكية
- علم المصريات
- التحليلات المعمارية
- علم الآثار التجريبي
- علم الآثار البحرية
- علم الآثار القريبة من الشرقية
- علم مستحاثات البشر
- علم آثار عصور ما قبل التاريخ
- كنز

### التاريخ
| - تاريخ أفريقيا - تاريخ الولايات المتحدة - التاريخ القديم - تاريخ أستراليا - تاريخ آسيا - تاريخ الصين - تاريخ الهند - تاريخ إيران - تاريخ إندونيسيا - تاريخ أوروبا - تاريخ الاقتصاد في العالم - تاريخ البيئة | - اليونان القديمة (الخطوط العريضة) - التاريخ الفكري - تاريخ أميريكا اللاتينية - التاريخ الحديث - التاريخ السياسي - العصر قبل الكولومبي - روما القديمة - تاريخ روسيا - تاريخ العلوم - تاريخ التكنولوجيا - تاريخ العالم |

### اللسانيات واللغويات
| - الأدب الكلاسيكي - اللغات - الإنجليزية التجارية - لغة كلاسيكية - لغة حديثة - الإنجليزية القياسية - اللغات الإنجليزية العالمية - علم اللغويات التطبيقي - اللسانيات الحاسوبية - تحليل الخطاب - دراسات اللغة الإنجليزية - علم أصول الكلمات - قواعد اللغة - اللسانيات التاريخية - تاريخ اللسانيات - اللسانيات البينية - علم المعاجم - التصنيف النمطي للغات - علم الصرف - معالجة اللغات الطبيعية - فقه اللغة - الصوتيات - علم تجويد الأصوات - التداوليات - علم اللغة النفسي - علم المعاني - علم العلامات - علم اللسانيات الاجتماعية - علم النحو - دراسات التكوين - البلاغة - العرف - طريقة استعمال الألفاظ |

### الفلسفة
| - فلسفة الفلسفة - ما وراء الطبيعة - علم الوجود - الغائية - فلسفة العقل - فلسفة الذكاء الاصطناعي - فلسفة الإدراك - فلسفة الألم - فلسفة الزمن والمكان - فلسفة الفعل - الأُلوهية والإلحاد - الحتمية وحرية الإرادة - نظرية المعرفة - نظرية العدالة - المغالطات المنطقية - الأخلاقيات - الأخلاقيات الفوقية - الأخلاق المعيارية - أخلاقيات الفضيلة - الأخلاق التطبيقية - حقوق الحيوان - أخلاقيات علم الأحياء - أخلاقيات البيئة - علم النفس الأخلاقي والأخلاق الوصفية ونظرية القيمة - فلسفة الجمال - الفلسفة الاجتماعية والفلسفة السياسية - اللاسلطوية - فلسفة النسوية - فلسفة الحرية - الماركسية - الحركات الفلسفية - الأفلاطونية - الأرسطية - الفلسفة التحليلية - الفلسفة القارية - الفلسفة الشرقية - الفلسفة النسوية - تاريخ الفلسفة - الفلسفة القديمة - فلسفة القرون الوسطى - المدرسية - الإنسانية - الفلسفة الحديثة - الفلسفة المعاصرة - المنطق - المنطق الفلسفي - المنطق الرياضي - الفلسفة التطبيقية - فلسفة التربية - فلسفة التاريخ - فلسفة الدين - فلسفة اللغة - فلسفة القانون - فلسفة الرياضيات - فلسفة الموسيقى - فلسفة العلوم - فلسفة علم الاجتماع - فلسفة الفيزياء - فلسفة علم الأحياء - فلسفة الكيمياء - الفلسفة الاقتصادية - فلسفة علم النفس - فلسفة الهندسة - فلسفة الأنظمة |

### الدين
| - الأديان الإبراهيمية - المسيحية - علم اللاهوت المسيحي - الإسلام والدراسات الإسلامية - اليهودية والدراسات اليهودية - ديانات هندية - البوذية والدرسات البوذية - الهندوسية - جاينية - السيخية - ديانات شرق آسيا - الديانة الشعبية الصينية - الكونفوشية - شنتوية - الطاوية - لكوان تاو - الكاو دائية - كوندوغيوية - تنريكيوية - الأوموتو | - ديانات أخرى - ديانات أفريقية - ديانة قدماء المصريين - الشعوب الأصلية في الأمريكتين - الغنوصية - التنجيم - الباطنية (الغربية) - التصوف - الروحانية - الحركات الدينية الجديدة - الأساطير السومرية - الزرادشتية - مقارنة الأديان - الأساطير والفلكلور - اللادينية - اللاأدرية - الإلحاد والإنسانية الدينية - اللاإلوهية |

### الفن

#### فن الطبخ
- الذوق المكتسب
- المذاق المتبقي في الفم
- الشهية
- الطعام الحريف
- طبخ
- مطبخ
- فن الطبخ
- سياحة الطعام
- الأطعمة الشهية
- حمية غذائية
- النكهة
- اختيار الأغذية
- الاقتران الغذائي
- تصوير الطعام
- إباحية الطعام
- تحضير الطعام
- تقديم الطعام
- سلامة الغذاء
- الأمن الغذائي
- دراسات غذائية
- فن الأكل
- ذواقة
- استساغة
- الأطعمة المتخصصة
- الأكل التقليدي

#### الأدب
- الشعر
- الأدب المقارن
- الأدب الإنجليزي
- الأدب العالمي
- الأدب الأمريكي
- الأدب البريطاني
- تاريخ الأدب
- أدب القرون الوسطى
- أدب ما بعد الاستعمار
- أدبب ما بعد الحداثة
- نظرية أدبية
- النظرية النقدية (مخطط)
- النقد الأدبي
- نظرية شعرية
- البلاغة
- نوع أدبي
- كتابة إبداعية
- كتابة إبداعية غير خيالية
- كتابة خيالية
- كتابة غير خيالية
- الصحافة الأدبية
- الشعر
- كتابة السيناريو
- كاتب مسرحي

#### الفنون التمثيلية
| - الموسيقى - المصاحبة - موسيقى الحجرة - الموسيقى المسيحية - التأليف الموسيقي - قائد الفرقة الموسيقية - الجوقة - الجوق السنفوني - فرقة موسيقية - الموسيقى المبكرة - دراسات موسيقى الجاز - تعليم الموسيقى - تاريخ الموسيقى - النوع الموسيقي - نظرية الموسيقى - علم الموسيقى - التاريخ الموسيقي - علم الموسيقى النظامي - علم موسيقى الشعوب - علم الأرغنوة - الأرغن (آلة موسيقية) والآت المفاتيح - البيانو - آلة وترية، مثل: القيثارة والعود والجيتار - الغناء - آلات النفخ الخشبية وآلات النفخ النحاسية والآلات الإيقاعية - التسجيل - الأوركسترا | - الرقص - علم الرقص - تدوين الرقص - علم رقص الشعوب - تاريخ الرقص - التِلْفَاز - دراسات تلفازية - المسرح - تاريخ المسرح - التمثيل - الإخراج - الديكور المسرحي - مسرح الدمى - الدراماتورج - الكتابة المسرحية - السينوغرافيا - المسرح الموسيقي - دراسات سينمائية - الرسوم المتحركة - تمثيل حي - الإنتاج السينمائي - النقد السينمائي - الصنف السينيمائي - نظرية الفيلم - الأدب الشفوي - الخطابة العامة - الأداء الشعري - الكلمة المنطوقة - رواية القصص - الألعاب الإلكترونية - ألعاب آركيد - لعبة صوتية - ماكينة الحظ - قائمة بألعاب الفيديو |

#### الفنون البصرية
| - الحرفة - الفنون الجميلة - التزييف - الفنون التصويرية - الرسم - التصوير - التصوير الفوتوغرافي - النحت |

## العلوم الاجتماعية

### الاقتصاد
| - الاقتصاد الزراعي - الاقتصاد الأناركي - الاقتصاد التطبيقي - لاقتصاد السلوكي - الاقتصاد الحيوي - الأعمال التجارية - التعقيد الاقتصادي - الاقتصاد الحسابي - اقتصاد المستهلك - اقتصاديات التنمية - الاقتصادي الرقمي - الاقتصاد البيئي - الاقتصاد القياسي - الجغرافيا الاقتصادية - التاريخ الاقتصادي - القطاع الاقتصادي - علم الاجتماع الاقتصادي - النظام الاقتصادي - قيمة الاقتصاد - اقتصاديات الطاقة - اقتصاد الأعمال الريادية - الاقتصاد البيئي - علم الاقتصاد التطوري - الاقتصاد التجريبي - الاقتصاد النسوي - الاقتصاد المالي - الاقتصاد القياسي المالي - الاقتصاد الأخضر - النمو الاقتصادي - نظرية التنمية البشرية | - منظمة صناعية - صناعة - اقتصاديات المعلومات - الاقتصاد المؤسسي - الاقتصاد الدولي - الاقتصاد الإسلامي - اقتصاد المعرفة - اقتصاديات العمل - القانون والاقتصاد - الاقتصاد الكلي - الاقتصاد الإداري - اقتصاد السوق - الاقتصاد الماركسي - الاقتصاد الرياضي - الاقتصاد الجزئي - النظرية النقدية - الاقتصاد العصبي - اقتصاديات تشاركية - الاقتصاد السياسي - المالية العامة - الاقتصاد العام - اقتصاديات العقارات - اقتصاد الموارد الطبيعية - نظرية الخيار الاجتماعي - الاقتصاد الاشتراكي - الاقتصاد الاجتماعي - اقتصاديات النقل - اقتصاد الرفاه |

### الجغرافيا
| - علم الخرائط - الملاحة - الجغرافيا البشرية - الجغرافيا الثقافية - جغرافيا نسوية - جغرافيا اقتصادية - جغرافيا تنموية - جغرافيا تاريخية - جغرافيا زمانية - جغرافيا سياسية والجيوسياسية - جغرافيا عسكرية - جغرافيا إستراتيجية - جغرافيا السكان - جغرافيا اجتماعية - جغرافيا سلوكية - جغرافيا الأطفال - جغرافية الصحة - جغرافيا سياحية - جغرافيا حضرية | - جغرافيا بيئية - جغرافيا طبيعية - جغرافيا حيوية - علم المناخ - علم المناخ القديم - جغرافيا ساحلية - علم شكل الأرض - علم تقسيم الأرض - علم المياه والمسح البحري - علم الجليد - علم المسطحات المائية الداخلية - علم المحيطات - بيئة المناظر الطبيعية - جغرافيا قديمة - جغرافيا إقليمية - استشعار عن بعد |

### حقول دراسية متداخلة

#### دراسات المناطق
- دراسات أفريقية
- دراسات أميركية
  - دراسات الأبلاش
  - دراسات كندية
  - دراسات أميركا اللاتينية
- دراسات آسيوية
  - دراسات آسيا الوسطى
  - دراسات شرق آسيا
  - علم الهنديات (دراسات هندية)
  - دراسات إيرانية
  - علم اليابانيات (دراسات يابانية)
  - دراسات كورية
  - دراسات باكستانية
  - سنڌولوجي
  - علم الحضارة الصينية (دراسات صينية)
  - دراسات جنوب شرق آسيا
- دراسات أوروبية
  - دراسة سلتيك (هم أي مجموعة أوروبية تستخدم اللغة الكلتية التي تعتبر فرعاً من اللغات الهندية الأوروبية.[1])
  - دراسات ألمانية
  - دراسات هندوأوروبية
  - دراسات إسكندنافية
  - دراسات سلافية
- دراسات أسترالية
- دراسات شرق أوسطية
- الإمبراطورية الروسية ودراسات أوروبا الشرقية

#### الدراسات العرقية والثقافية
- دراسات ثقافية
- دراسات إثنية
- علم الأعراق
- علم الثقافة
- دراسات عابرة للثقافات
- دراسات العرق الأبيض
- دراسات العرق الأسود

#### دراسات النوع الاجتماعي والجنسانية
| - علم النفس الأنثوي - دراسات النوع الاجتماعي ونظرية النوع الاجتماعي - التحيز الجنسي تجاه المغايرة الجنسية - سلوك الإنسان الجنسي - العلاقات الجنسية الإنسانية - علم النفس الذكوري | - دراسات الرجال - دراسات أحرار الجنس ونظرية أحرار الجنس - تربية جنسية - علم الجنس - دراسات المرأة |

#### دراسات المنظمات
- اقتصاديات الأعمال
- أخلاقيات الأعمال
- نظرية القرار
- ريادة الأعمال
- إدارة الموارد البشرية
- منظمات صناعية
- إدارة
- سلوك تنظيمي
- دراسة تنظيمية
- إدارة المشاريع
- ضبط الجودة
- استراتيجية

### العلوم السياسية
| - سياسة الولايات المتحدة - سياسة كندا - تربية مدنية - سياسة مقارنة - دراسات أوروبية - الجيوسياسية(جغرافيا سياسية) - علاقات دولية - منظمات دولية - دراسات القومية - دراسات الحرب والسلام - دراسات السياسات - نظريات السلوك السياسي - ثقافة سياسية - اقتصاد سياسي - تاريخ سياسي - فلسفة سياسية - دراسة اتجاهات التصويت - إدارة عامة - إدراة غير ربحية - إدراة منظمة غير حكومية - سياسة عامة - نظرية الخيار الاجتماعي |

### علم النفس
| - علم النفس اللاقياسي - علم النفس التطبيقي - علم النفس الآسيوي - علم النفس الحيوي - علم نفس العرق الأسود - علم النفس الإكلينيكي - علم النفس العصبي السريري - علم النفس المعرفي - علم نفس الجماعة - علم النفس المقارن - علم نفس الحفاظ - علم نفس المستهلك - علم نفس ارشادي - علم نفس الجريمة - علم نفس ثقافي - علم النفس التنموي - علم النفس التمايزي - علم النفس البيئي - علم النفس التربوي - علم نفس البيئة المحيطة - علم النفس التطوري - علم النفس التجريبي - علم نفس المجموعة - علم نفس الأسرة - علم نفس أنثوي - علم النفس الشرعي - علم النفس التنموي الشرعي - علم النفس الصحي - علم النفس الإنساني - علم نفس الشعوب الأصلية | - علم النفس القانوني - علم نفس ذكوري - علم النفس الحسابي - علم النفس الإعلامي - علم نفس طبي - علم النفس العسكري - علم النفس الأخلاقي والأخلاق الوصفية - علم نفس الموسيقى - علم النفس العصبي - علم النفس الصناعي - علم نفس الصحة المهنية - علم النفس التنظيمي - ما وراء علم النفس - علم نفس الأطفال - علم الطفولة (دراسة علم الأطفال) - علم نفس الشخصية - الظواهر (علم نفس) - علم النفس السياسي - علم النفس الإيجابي - حل المشكلات - التحليل النفسى - علم النفس البيولوجي - القياس النفسي - علم نفس الأديان - علم نفس الأمراض - علم النفس المرضي عند الطفل - علم الطبيعة النفسية - علم النفس الكمي - علم النفس التأهيلي - علم نفس المدرسة - علم النفس الاجتماعي - علم النفس الرياضي - علم النفس المروري - علم نفس ماوراء الشخصي - علم نفس السفر |

### علم الاجتماع
| - علم الاجتماع التحليلي - علم الاجتماع التطبيقي - علم الاجتماع السياسي - علم الاجتماع العام - هندسة اجتماعية - دراسات الترفيه - علم الاجتماع الهندسي - علم الاجتماع السلوكي - علم الاجتماع الصيني - السللوك الجماعي - النشاطية - حركة اجتماعية - ظاهرة اجتماعية - المعلوماتية المجتمعية - تحليل الشبكات الاجتماعية - علم الاجتماع المقارن - نظرية الصراع - علم الاجتماع النقدي - علم الاجتماع الثقافي - دراسات ثقافية - علم الجريمة والعدالة جنائية - دراسات نقدية للإدارة - علم السكان والتجمع السكاني - علم الاجتماع الرقمي - دراماتورجيا (علم الاجتماع) - علم الاجتماع الاقتصادي - علم الاجتماع التربوي - علم الاجتماع التجريبي - علم اجتماع البيئة - تطور ثقافي-اجتماعي - علم اجتماع المرأة - علم اجتماع التشكيلي - علم المستقبل - علم الاجتماع التاريخي - علم البيئة البشرية - علم الاجتماع الإنساني - علم الاجتماع الصناعي - التفاعلية - علم اجتماع الإنترنت - عكس الفلسفة الوضعية - علم الظواهر - علم المنهجية العرقية - التفاعلية الرمزية - البنائية - علم اجتماع الغيرة (الجوانب الاجتماعية للغيرة - علم الاجتماع الكلي - علم الاجتماع الماركسي - علم الاجتماع الحسابي - علم الاجتماع الطبي - علم الاجتماع المتوسط - علم الاجتماع الجزئي - علم الاجتماع العسكري - علم اجتماع الموارد الطبيعية - دراسات تنظيمية - علم اجتماع الظواهر - علم اجتماع السياسات - علم الاجتماع في بولندا - علم اجتماع التحليل النفسي - دراسات العلوم ودراسات العلوم والتقنية - علم الجنس - رأس المال الاجتماعي - التغير الاجتماعى - نظرية الصراع الاجتماعي - ضبط اجتماعي - علم الاجتماع النقي - اقتصاد اجتماعي - فلسفة اجتماعية - علم النفس الاجتماعي - سياسة اجتماعية - بحث اجتماعي - التحول الاجتماعي - علم الاجتماع المحوسب - علم الاجتماع الاقتصادي والاقتصاد الاجتماعي - تنمية اقتصادية - التغير الاجتماعى | - علم الشيخوخة - علم الاجتماع الريفي - علم اجتماع الفن - نواحي اجتماعية وثقافية للتوحد - علم اجتماع الطفولة - علم اجتماع الصراع - علم اجتماع الثقافة - علم اجتماع الفضاء الإلكتروني - انحراف اجتماعي - علم اجتماع التنمية - علم اجتماع الكارثة - علم اجتماع تربوي - علم اجتماع العواطف - علم اجتماع الأبوة - علم اجتماع الأفلام - علم اجتماع التمويل - علم اجتماع الغذاء - نوع اجتماعي جندري - علم اجتماع الأجيال - علم اجتماع العولمة - علم اجتماع الحكومات - علم اجتماع الصحة والمرض - علم اجتماع الوعي البشري - علم اجتماع الهجرة - علم اجتماع المعرفة - علم اجتماع اللغة - علم اجتماع القانون - علم اجتماع وقت الفراغ - علم اجتماع الأدب - علم اجتماع السوق - علم اجتماع الزواج - علم اجتماع الأمومة - علم اجتماع الموسيقى - علم اجتماع الموارد الطبيعية - علم اجتماع المنظمات - علم اجتماع الحرب والسلام والصراع الاجتماعي - علم اجتماع العقوبة - علم اجتماع الأعراق والعلاقات العرقية - علم اجتماع الدين - علم اجتماع الخطر - علم اجتماع العلوم - علم الاجتماع المعرفة العلمية - علم اجتماع التغير الاجتماعي - علم اجتماع الحركات الاجتماعية - علم اجتماع الفراغ - علم الاجتماع الرياضي - علم اجتماع التقنية - علم اجتماع الإرهاب - علم اجتماع الجسد - علم اجتماع العائلة - علم اجتماع تاريخ العلوم - علم اجتماع الإنترنت - علم اجتماع العمل - نظرية اجتماعية - تدرج اجتماعي - النظرية الاجتماعية - علم الاجتماع الحيوي - علم اجتماع السبرانية - لسانيات اجتماعية - علم الموسيقى الاجتماعي - علم الاجتماع البنيوي - علم اجتماع نظري - الدراسات الحضرية أو علم الاجتماع الحضري وعلم الاجتماع الريفي - علم الضحايا - علم الاجتماعي البصري |

## العلوم الطبيعية

### علم الأحياء
| - البيولوجيا الهوائية - علم التشريح - علم التشريح المقارن - تشريح جسم الإنسان (خطوط عريضة) - الكيمياء الحيوية - معلوماتية حيوية - الفيزياء الحيوية (خطوط عريضة) - التقانة الحيوية (خطوط عريضة) - علم النبات - علم النباتات الشعبي - علم الطحالب - علم الأحياء الخلوي (خطوط عريضة) - علم الأحياء الزمني - علم الأحياء الحاسوبي - علم الأحياء البردي - علم الأحياء النمائي - علم الأجنة - علم المسوخ - علم البيئة - إيكولوجيا الزراعة - علم البيئة الشعبي - علم البيئة البشرية - بيئة المناظر الطبيعية - علم الوراثة - علم الوراثة السلوكي - علم الوراثة الجزيئي - وراثيات سكانية - علم الغدد الصم - علم الأحياء التطوري - علم الأنسجة - علم الأحياء البشري - علم المناعة - علم المسطحات المائية الداخلية - نظام لينيوس - علم الأحياء البحرية - علم الأحياء الحسابي - علم الأحياء الدقيقة - علم الأحياء الجزيئي - علم الفطريات | - العلوم العصبية (خطوط عريضة) - علوم عصبية سلوكية - علم التغذية (خطوط عريضة) - علم أحياء الحفريات - علم الأحياء القديمة - علم الطفيليات - علم الأمراض - علم الأمراض التشريحي - علم الأمراض السريري - علم الأمراض الجلدية - علم الأمراض الشرعي - علم أمراض الدم - علم أمراض الأنسجة - علم الأمراض الجزيئية - علم الأمراض الجراحي - علم وظائف الأعضاء - علم وظائف جسم الإنسان - فسيولوجيا التمارين الرياضية - علم الأحياء البنيوي - نظاميات (علم التنصيف) - علم أنظمة الأحياء - علم الفيروسات - علم الفيروسات الجزيئي - علم الأحياء الغريب - علم الحيوان - لغة اتصال الحيوانات - علم النحل - علم العنكبوتيات - علم السرطانيات - علم دراسة الحيتانيات - علم الحشرات - علم الحشرات الجنائي - علم الحيوان العرقي - علم سلوك الحيوان - علم الديدان الطفيلية - علم الزواحف والبرمائيات - علم الأسماك - علم الثدييات - علم الرخويات - علم الأصداف - علم النمل - علم الممسودات - علم السلوك العصبي - علم بيض الطيور - علم الطيور - علم العوالق - علم الحيوانات الراقية - علم تشريح الحيوان - علم سمات الحيوانات |

### الكيماء
انظر أيضًا فروع الكيمياء
| - الكيمياء الزراعية - الكيمياء التحليلية - الكيمياء الفلكية - كيمياء الغلاف الجوي - الكيمياء الحيوية - الهندسة الكيماوية - علم الأحياء الكيميائي - معلوماتية كيميائية - كيمياء حاسوبية - كيمياء كونية - كيمياء إلكترونية - كيمياء بيئية - كيمياء الفيمتو - النكهة - كيمياء التدفق - الجيوكيمياء - كيمياء خضراء - كيمياء نسيجية مناعية - الهدرجة - كيمياء مناعية - كيمياء لاعضوية - كيمياء الأحياء البحرية - كيمياء حسابية - كيمياء ميكانيكية | - كيمياء طبية - علم الأحياء الجزيئي - ميكانيكا الجزيئات - تقنية النانو - كيمياء المنتوجات الطبيعية - كيمياء عصبية - علم الخمر - كيمياء لاعضوية - كيمياء عضوية فلزية - كيمياء النفط - علم الأدوية - كيمياء ضوئية - كيمياء فيزيائية - كيمياء عضوية فيزيائية - كيمياء نباتية - كيمياء مبلمرات - كيمياء الكم - كيمياء إشعاعية - كيمياء الحالة الصلبة - كيمياء الموجات فوق الصوتية - كيمياء الجزيئات الضخمة - كيمياء السطوح - اصطناع - كيمياء نظرية - كيمياء حرارية |

### علوم الأرض
انظر أيضًافروع علم الأرض
| - علم تأثير التربة - علوم بيئية - كيمياء بيئية - علم الجواهر - علم تقسيم الأرض - جغرافيا - جيولوجيا - جيوكيمياء - مورفولوجيا الأرض - فيزياء الأرض - علم الجليد - هيدروجيولوجيا - علم المياه | - علم الأرصاد الجوية - علم المعادن - علم المحيطات - علم دراسة التربة - علم الأحياء القديمة - علم أحياء الحفريات - علم البيئة القديمة - علم الصخور - علوم كوكبية (بدلًا من ذلك، تُعرف بأنها جزء من علوم الفضاء) - علم الرواسب - علوم التربة - استغوار - تكتونيات - علم البراكين |

### الفيزياء
| - علم الصوت - فيزياء تطبيقية - فيزياء فلكية - فيزياء ذرية وجزيئية وبصرية - فيزياء حيوية (خطوط عريضة) - فيزياء حاسوبية - فيزياء المواد المكثفة - تبريد عميق - كهرومغناطيسية - فيزياء الجسيمات - فيزياء تجريبية - جريان الموائع - فيزياء الأرض - فيزياء رياضية - فيزياء طبية - ميكانيكا - فيزياء جزيئية - قوانين نيوتن للحركة - فيزياء نووية - بصريات - فيزياء البلازما - فيزياء الكم - ميكانيكا المواد الصلبة - فيزياء الحالة الصلبة - ميكانيكا إحصائية - فيزياء نظرية - ديناميكا حرارية - تحريك العربات |

### علوم الفضاء
| - علم الأحياء الفلكي - علم الفلك - علم الفلك الرصدي - علم الفلك الراديوي - إشعاع الخلفية الكونية الميكروي - علم فلك الأشعة تحت الحمراء - علم الفلك البصري - علم فلك الأشعة فوق البنفسجية - علم فلك الأشعة السينية - علم فلك أشعة غاما - فيزياء فلكية - علم فلك الجاذبية - الثقب الأسود | - - وسط بين نجمي - المحاكاة الرقمية - البلازما الفيزيائية الفلكية - تشكل وتطور المجرات - علم فلك الطاقة العالية - جريان الموائع - هيدروديناميكا مغناطيسية - تكون النجوم - علم الكون الفيزيائي - الفيزياء الفلكية للنجوم - علم الرجفات الشمسية - تطور النجوم - تفاعلات الانصهار النجمي - علم الكون - علوم كوكبية (بدلًا من ذلك فهي جزء من علوم الأرض) |

## العلوم الشكلية

### علوم الحاسوب
أيضًا فرع من الهندسة الكهربائية
| - نظرية الحوسبة - نظرية التشغيل الذاتي (اللغة الشكلية) - نظرية الحاسوبية - نظرية التعقيد الحسابي - نظرية التزامن - دارة التكامل الفائق - أنظمة التشغيل - الخوارزميات - خوارزمية عشوائية - خوارزمية موزعة - خوارزمية متوازية - هندسة رياضية حاسوبية - قاعدة بيانات - بنية بيانات - الأصول الرقمية - معمارية الحاسوب - شبكة الحاسوب - نظرية المعلومات - الإنترنت والشبكة العنكبوتية العالمية - الشبكة اللاسلكية (الحوسبة المتنقلة - الحوسبة السائدة - الحوسبة السحابية - برنامج - البرمجة - أمن الحاسوب والموثوقية - تحليل الشفرات - علم التعمية - تحمل الأخطاء - الحوسبة الموزعة - الحوسبة الشبكية - الحوسبة المتوازية - الحاسوب الفائق - الحاسوب الكمومي - الرسوميات الحاسوبية - معالجة الصور الرقمية - التصوير العلمي - هندسة البرمجيات - الأساليب الرسمية (التحقق الرسمي) - لغات البرمجة - نمط البرمجة - برمجة الأمرية - برمجة كائنية التوجه - برمجة وظيفية - برمجة منطقية - حوسبة متزامنة - علم الدلالة الشكلي - نظرية النمط - محول برمجي - تفاعل إنساني حاسوبي | - علم المعلومات - إدارة البيانات - تنقيب في البيانات - قاعدة بيانات - قاعدة بيانات علائقية - قاعدة بيانات موزعة - قاعدة البيانات الكائنية - استرجاع المعلومات - إدارة المعلومات - نظام المعلومات - إدارة المعرفة - الوسائط المتعددة والهيبرميديا - برمجة الصوت والموسيقى - الذكاء الاصطناعي - العلوم الاستعرافية - المنطق الآلي - التعلم الآلي - الشبكة العصبونية الاصطناعية - شعاع الدعم الآلي - معالجة اللغات الطبيعية (لغويات حاسوبية) - الرؤية الحاسوبية - نظام خبير - روبوتية - البرمجة في الرياضيات والعلوم الطبيعية والهندسة والطب - تحليل عددي - حساب رمزي - نظرية الأعداد الحاسوبية - الرياضيات الحسابية - حوسبة علمية (علوم محوسبة) - علم الأحياء الحاسوبي (معلوماتية حيوية) - فيزياء حاسوبية - كيمياء حوسبية - علوم عصبية حاسوبية - هندسة بمساعدة الحاسوب - طريقة العناصر المنتهية - ديناميكا موائع حسابية - الحوسبة في العلوم الاجتماعية والفنون والإنسانيات والمهن - اقتصاديات حاسوب - علوم اجتماعية حاسوبية - هندسة مالية - إنسانيات رقمية - تاريخ عتاد الحوسبة - تاريخ علم الحاسوب - معلوماتية إنسانية - معلوماتية اجتماعية |

### المنطق
| - المنطق الرياضي - نظرية المجموعات - نظرية البرهان - نظرية النموذج - نظرية الحاسوبية - منطق موجهات - منطق حدسي | - منطق فلسفي - تفكير منطقي - منطق موجهات - منطق التكاليف - منطق عقائدي | - المنطق في علوم الحاسوب - علم الدلالة الشكلي - أساليب رسمية (تحقق رسمي) - نظرية النمط - برمجة منطقية - منطق متعدد القيم - منطق ضبابي |

### الرياضيات

#### الرياضيات البحتة
انظر أيضًا مجالات الرياضيات تصنيف مجالات الرياضيات من مجتمع الرياضيات الأمريكي (AMS)
| - الجبر - نظرية الزمر - نظرية الحلقات - جبر تبادلي - نظرية الحقل - جبر خطي (فضاء متجهي) - جبر متعدد الخطية - جبر شامل - جبر تماثلي - جبر تفاضلي - شبكية (ترتيب) (نظرية الترتيب) - نظرية التمثيل - نظرية-ك - نظرية الأصناف - نظرية توبوس - تحليل رياضي - تحليل حقيقي - تفاضل وتكامل - تحليل مركب - تحليل دالي - نظرية المشغل - تحليل غير قياسي - تحليل توافقي - تحليل فورييه - تحليل p-adic - معادلة تفاضلية عادية - معادلة تفاضلية جزئية - نظرية الاحتمال - قياس (رياضيات) - هندسة متكاملة - نظرية إرجوديك - عملية تصادفية | - هندسة رياضية والطوبولوجيا - الطوبولوجيا العامة - طوبولوجيا جبرية - طوبولوجيا هندسية - طوبولوجيا تفاضلية - هندسة جبرية - هندسة إسقاطية - هندسة تآلفية - هندسة لاإقليدية - هندسة محدبة - هندسة رياضية متقطعة - هندسة متكاملة - هندسة منتهية - هندسة غالوا - هندسة لاتبادلية - نظرية الأعداد - نظرية الأعداد التحليلية - نظرية الأعداد الجبرية - هندسة الأعداد - الجمع بين العمليات الحسابية - المنطق الرياضي وأسس الرياضيات - نظرية المجموعات - نظرية البرهان - نظرية النموذج - نظرية الحاسوبية - منطق موجهات - منطق حدسي |

#### الرياضيات التطبيقية
| - نظرية التقريب - التحليل العددي - بحوث العمليات - الاستمثال - البرمجة الخطية - برمجة ديناميكية - مشكلة التخصيص - تحليل القرار - نظرية المخزون - جدولة - تحليل الخيارات الحقيقية - تحليل النظم - العمليات العشوائية - الصيانة المثلى | - النظام التحريكي - نظرية فوضى الكون - هندسة كسيرية - فيزياء رياضية - ميكانيكا الكم - نظرية الحقل الكمومي - الجاذبية الكمية - نظرية الأوتار - ميكانيكا إحصائية - نظرية الحوسبة - نظرية التعقيد الحسابي - نظرية المعلومات - علم التعمية - ستيغانوغرافي - تركيبات - نظرية الترميز - نظرية المخططات - نظرية الألعاب |

##### الإحصاء
| - إحصاء رياضي - اقتصاد قياسي - علم أكتواري - علم السكان - إحصاء حاسوبي - تنقيب في البيانات - تحليل الانحدار - محاكاة - تمهيد التشغيل (إحصاء) - تصميم التجارب - تصميم قالبي وتحليل التباين - منهجية استجابة السطح - مسح أخذ العينات - اعتيان | - نموذج إحصائي - إحصاء حيوي - وبائيات - التحليل متعدد المتغيرات - نموذج معادلة الهيكلة - متسلسلة زمنية - هندسة الوثوقية - ضبط الجودة - نظرية إحصاء - نظرية القرار - إحصاء رياضي - احتمال - استقصاء إحصائي |

### علم الأنظمة
| - علوم الشبكات - نظرية فوضى الكون - إطار عمل تصوري - نظام معقد - أنظمة معقدة - سيبرنيطيقا - سيبرنيطيقا حيوية - سيبرنيطيقا هندسية - سيبرنيطيقا إدارية - سيبرنيطيقا طبية - سيبرنيطيقا حديثة - سيبرنيطيقا الرتبة الثانية - سيبرنيطيقا اجتماعية - نظرية التحكم - نظرية السيطرة على التأثير - هندسة التحكم - نظام تحكم - أنظمة تحريكية - نظرية التحكم الإدراكي | - بحوث العمليات - علم أنظمة الأحياء - نمذجة النظم البيولوجية - علم الأحياء التركيبي - علم مناعة الأجهزة - أنظمة العلوم العصبية - ديناميكا الأنظمة - ديناميكا اجتماعية - علم أنظمة البيئة - علم بيئة النظام البيئي - هندسة أنظمة - هندسة النظم البيولوجية - هندسة أنظمة الأرض وإدارتها - هندسة نظم المؤسسة - تحليل النظم - نظرية النظم في الأنثروبولوجيا | - علم نفس النظم - هندسة بشرية - علاج عائلي - العلاج الجهازي (علاج نفسي) - نظرية الأنظمة - نظرية النظم الكيميائية الحيوية - نظرية النظم البيئية - نظرية النظم التنموية - نظرية النظم الكلية - نظرية الأنظمة الحية - نظام خطي مستقل زمنيا - نظام اجتماعي تقني - نظرية النظم التحريكية - نظرية المنظومات العالمية |

## المهن والعلوم التطبيقية

### الزراعة
| - إيكولوجيا الزراعة - علم الزراعة - تربية الحيوان وعلوم الحيوانات المستأنسة - تربية النحل - علم التربة الزراعية - علم الحشرات - اقتصاد زراعي - هندسة زراعية - هندسة النظم البيولوجية - هندسة غذائية | - زراعة مائية - علم الخمر - علم الغذاء - بستنة - فن الطبخ - علم المياه - علم دراسة التربة - علم النبات - علم زراعة الفاكهة - مكافحة الآفات - التنقية - زراعة الكروم |

### الهندسة المعمارية والتصميم
| - عمارة (خطوط عريضة) - العمارة الداخلية - عمارة المشهد - تحليل معماري - حفاظ معماري - تصميم داخلي (عمارة داخلية) - عمارة المشهد (تخطيط المناظر الطبيعية) - تصميم المشهد - تخطيط حضري (تصميم عمراني) - اتصال بصري - تصميم الجرافيك - نوع التصميم - رسم صناعي | - تصميم صناعي (تصميم المنتجات) - عوامل بشرية - تصميم الألعاب - تصميم الألعاب والتسالي - تصميم تجربة المستخدم - تصميم تفاعلي - عمارة المعلومات - تصميم واجهة المستخدم - تقييم تجربة المستخدم - فنون زخرفية - تصميم أزياء - تصميم المنسوجات |

### التجارة
| - محاسبة - علم المحاسبة - إدارة أعمال - تحليل الأعمال - أخلاقيات الأعمال - قانون الشركات - أعمال تجارية إلكترونية - ريادة أعمال - تمويل - العلاقات الصناعية والعمالية - مفاوضة مشتركة - موارد بشرية - دراسات تنظيمية - اقتصاديات العمل - تاريخ العمل | - نظم معلومات (معلوماتية تجارية) - نظام إدارة المعلومات - معلوماتية صحية - تقنية المعلومات - تجارة دولية - إدارة - تسويق (خطوط عريضة) - إدارة العمليات - صفقة - إدارة المخاطر - تأمين - علم الأنظمة |

### علم اللاهوت
| - قانون كنسي - تاريخ المسيحية - رجال الكهنوت - المشورة الرعوية - اللاهوت الرعوي - آليات التعليم الديني - الوعظ - شعيرة دينية - الموسيقى الدينية - علم التبشير | - علم التأويل (فلسفة) - دراسة الكتاب المقدس واللغات - لغة عبرية تراثية - درسات كتابية (النصوص المقدسة) - اليونانية العامية المختلطة - لغة لاتينية - سلافونية كنسية قديمة - إلهيات - اللاهوت العقدي - دراسات كنسية - الأسرار المقدسة - علم اللاهوت النظامي - أخلاق مسيحية - اللاهوت الأخلاقي - اللاهوت التاريخي |

### التعليم
| - التعليم المقارن - بيداغوجي انتقادي - المناهج والتدريس - تعليم بديل - تعليم في مرحلة الطفولة المبكرة - تعليم أساسي - تعليم ثانوي - تعليم عال - إتقان التعلم - تعلم تعاوني - التعليم الزراعي - تعليم الفنون البصرية - تعليم ثنائي اللغة - تعليم الكيمياء - مستشار تعليم - تعليم اللغات الأجنبية - تعليم قانوني - تعليم الرياضيات - تعليم طبي - تعليم وتدريب عسكري - تعليم الموسيقى - تعليم التمريض - التعليم في الهواء الطلق - تعليم السلام - تعليم جسدي ومدرب - تعليم الفيزياء - تعليم القراءة - تعليم ديني - تعليم العلوم - تربية خاصة - تربية جنسية - علم اجتماع تربوي - تعليم التقنية - تعليم مهني - قيادة تعليمية - فلسفة التربية - علم النفس التربوي - تقنيات تعليمية - تعليم عن بعد |

### الهندسة والتكنولوجيا
| هندسة كيميائية - هندسة حيوية - هندسة كيميائية حيوية - هندسة حيوية جزيئية - تحفيز - علم المواد - هندسة جزيئية - تقنية النانو - هندسة البوليمرات - تصميم العمليات - هندسة النفط - هندسة نووية - هندسة غذائية - هندسة العمليات - هندسة تفاعلات كيميائية - ديناميكا حرارية - ميكانيكا الحركة الحيوية هندسة مدنية - هندسة الشواطئ - تشييد - هندسة الزلازل - هندسة النظم البيئية - هندسة بيئية - هندسة جيوتقنية - جيولوجيا هندسية - هندسة هيدروليكية - بنية تحتية - هندسة التعدين - هندسة النقل - هندسة الطرق - هندسة الإنشاءات - هندسة معمارية - الميكانيكا الإنشائية - المساحة الهندسة الكهربائية - فيزياء تطبيقية - هندسة حاسبات - علم الحاسوب - هندسة التحكم - نظرية التحكم - هندسة الإلكترونيات - الأجهزة والقياسات - فيزياء هندسية - ضوئيات - نظرية المعلومات - هندسة ميكاترونيات - هندسة أنظمة الطاقة - الإنساليات - شبه موصل - هندسة الاتصالات - حاسوب كمومي | علوم وهندسة المواد - مادة حيوية - هندسة السيراميك - علم البلورات - المواد النانوية - علم الضوئيات - علم الفلزات - هندسة البوليمرات - علم البوليميرات - شبه الموصل هندسة ميكانيكية - هندسة الطيران والفضاء الجوي - الملاحة الجوية - الملاحة الفضائية - هندسة سمعية - هندسة السيارات - هندسة طبية حيوية - هندسة ميكانيكية حيوية - ميكانيكا المتصل - ميكانيكا الموائع - انتقال الحرارة - هندسة صناعية - هندسة تصنيع - دفع بحري - نقل الكتلة - هندسة ميكاترونيات - هندسة نانوية - تعمير المحيطات - هندسة بصرية - هندسة بصرية - ديناميكا حرارية - هندسة المركبات |

### الدراسات البيئية وعلم التحريج
| - إدارة الموارد البيئية - الإدارة الساحلية - إدارة مصايد الأسماك - إدارة الأراضي - إدارة الموارد الطبيعية - إدارة المخلفات - إدارة الحياة البرية | - سياسة بيئية - مراقبة الحياة البرية - الاستجمام البيئي - زراعة الغابات - دراسات الاستدامة - تنمية مستدامة - علم السموم - علم البيئة |

### علوم الأسرة والمستهلك
| - تعليم المستهلك - الإسكان - تصميم داخلي | - تغذية (خطوط عريضة) - خدمة الطعام - النسيج |

### الأداء البدني البشري والاستجمام
| - الميكانيكا الحيوية والميكانيكا الحيوية الرياضية - تدريب رياضي - الرقص - علم وسائل الهروب - عوامل بشرية - لياقة بدنية - التمرينات الهوائية - مدرب شخصي ومدرب لياقة بدنية شخصي - تصميم الألعاب - فسيولوجيا التمارين - حركات الجسم وفسيولوجيا التمارين الرياضية وعلم الأداء البدني | - دراسات وقت الفراغ - ملاحة - الاستجمام في الهواء الطلق - النشاط البدني - التعليم الجسدي وعلم التربية - علم الاجتماع الرياضي - علم الجنس - الصحافة الرياضية وبث الأحداث الرياضية - الإدارة الرياضية - مدير رياضي - علم النفس الرياضي - طب رياضي - تدريب رياضي - مهارات البقاء - قطع الأخشاب الهراوات - البوشكرافت - السكوتكرافت - الوودكرافت - لعبة |

### الصحافة والدراسات الإعلامية والاتصالات
| - صحافة - مؤتمر صحفي - صحافة رقمية - أدب صحفي - إعلام جديد - صحافة مطبوعة - صحافة رياضية وبث حدث رياضي - دراسات الإعلام (إعلام) - صحيفة - مجلة - أنظمة راديو - تلفاز - دراسات تلفازية - فيلم - دراسات سينمائية - إنترنت | - دراسات التواصل - إعلان - لغة اتصال الحيوانات - تصميم الاتصال - نظرية المؤامرة - إعلام رقمي - إعلام إلكتروني - اتصال بيئي - خدعة - نظرية المعلومات - التواصل بين الثقافات - تسويق (خطوط عريضة) - اتصال جماهيري - تواصل غير كلامي - الاتصال التنظيمي - دراسات الثقافة الشعبية - بروباغندا - علاقات عامة - حديث - كتابة تقنية - ترجمة |

### القانون
| - إدارة قانونية - قانون الشركات - القانــون التجــاري - قانون الأعمال - قانون إداري - قانون كنسي - قانون مقارن - القانون الدستوري - قانون المنافسة - قانون جنائي - إجراء جنائي - عدالة جنائية - شرطة علمية - علم الأدلة الجنائية - شريعة إسلامية - هالاخاه - فقه قانوني (فلسفة القانون) | - قانون مدني - قانون الأميرالية - قانون الحفاظ على الحيوان وحقوق الحيوان - قانون عام - مؤسسة تجارية - الإجراءات المدنية - عقد - قانون بيئي - قانون الأسرة - القانون الاتحادي - قانون دولي - قانون دولي عام - قانون متجاوز حدود السلطة الوطنية - قانون العمل - دراسات شبه قانونية - قانون الملكية - قانون الضرائب - المسؤولية التقصيرية - تطبيق القانون - القانون الإجرائي - القانون الموضوعي |

### دراسات المكتبات والمتاحف
| - علم الأرشيف - تحليل الاستشهادات المرجعية - تحليل الاقتباس - علم الحفظ (التراث الثقافي) | - معلوماتية - عمارة المعلومات - علم المعلومات - علم المتاحف - إدارة المتاحف |

### الطب
- الطب البديل
- تنظيف
- تقانة طبية وعلم الأمراض السريري وعلم المختبرات السريرية
  - كيمياء سريرية
  - علم الوراثة الخلوية
  - علم الدم الخلوي
  - علم الأحياء الخلوي (خطوط عريضة)
  - رعاية صحية
  - علم الأنسجة
  - علم المناعة السريري
  - علم الأحياء الدقيقة الطبي
  - علم الوراثة الجزيئي
  - علم الطفيليات
- علم وظائف الأعضاء السريري
- علم التجميل
- إزالة التلوث
- طب الأسنان
  - صحة الأسنان ووبائيات
  - جراحة الأسنان
  - طب لب الأسنان
  - تقويم الأسنان
  - جراحة الفم والوجه والفكين
  - طب دواعم السن
  - تعويضات سنية
  - زراعة الأسنان
- طب الجلد
- طب الطوارئ
- معلوماتية صحية ومعلوماتية سريرية
- علاج بالموسيقى
- تمريض
- تغذية (خطوط عريضة) وأخصائيو التغذية
- فحص العين
- تقويم البصر
- أمراض العظام
- علاج فيزيائي
- علاج وظيفي
- علم أمراض النطق واللغة
- طب باطني
  - طب وقائي
  - طب القلب
    - فسيولوجيا القلب الكهربية

  - طب الجلد
  - طب الرئة
    - علم السموم الطبية

  - طب الغدد الصم
  - طب الجهاز الهضمي
    - طب الكبد

  - طب الأورام
  - طب المسنين
  - طب النساء
  - طب الدم
  - طب الأمراض المعدية
  - طب الكلى
  - طب الأعصاب
  - جراحة الأعصاب
  - طب النساء
  - طب العيون
    - طب أعصاب العيون

  - طب العظام
  - طب الأنف والأذن والحنجرة
  - علم الأمراض
  - طب الأطفال
- صيدلية
- علوم صيدلانية
- علم العقاقير
- لياقة بدنية
  - التمرينات الهوائية
  - مدرب لياقة بدنية شخصي
  - حركات الجسم وفسيولوجيا التمارين الرياضية وعلوم الأداء البدني
- علاج طبيعي
- طب الأرجل
- الرعاية الأولية
  - ممارسة عامة
- الطب النفسي
- علم النفس (خطوط عريضة)
- أمراض نفسية جسمية
- علاج نفسي
- صحة عامة
- علم الأشعة
- علاج ترفيهي
- الطب الطبيعي وإعادة التأهيل
- طب الجهاز التنفسي
  - طب الرئة
  - طب النوم
- معالج تنفسي
- طب الروماتزم
- طب رياضي
- تعقيم
- جراحة
  - جراحات علاج البدانة
  - جراحة القلب والصدر
  - جراحة الأعصاب
  - جراحة التجميل
  - جراحة الرضة
  - طب الرضوح
- طب تقليدي
- علاج
- طب الجهاز البولي
  - طب الذكورة
- طب بيطري

### العلوم العسكرية
| - حرب برمائية - مدفعية - ساحة القتال - حرب جوية - حرب المعلومات - حرب برية - حرب بحرية - حرب الفضاء - حملة عسكرية - هندسة عسكرية - مذهب - تجسس - نظرية الألعاب - استراتيجية كبرى - احتواء - حرب محدودة - علوم عسكرية - فلسفة الحرب - دراسات استراتيجية - حرب شاملة - حرب - قيادة - إمدادات عسكرية - عتاد عسكري - إدارة خط الإمداد العسكري - عملية عسكرية - تاريخ عسكري - حروب ما قبل التاريخ - الحروب القديمة - حروب العصور الوسطى - الحروب الحديثة الأولى - حرب صناعية - حروب حديثة - الجيل الرابع من الحروب - مخابرات حربية - قضاء عسكري - طب عسكري - علوم بحرية - هندسة معمارية بحرية - تكتيكات بحرية - هندسة بحرية - تنظيم عسكري - القيادة والتحكم - مذهب - التعليم والتدريب - هندسة - استخبارات - الرتب - أركان الحرب - تقنية عسكرية - مناورة حربية - محاكاة عسكرية - رياضة عسكرية | - استراتيجية - حرب استنزاف - الخداع العسكري - حرب دفاعية - هجوم - هجوم مضاد - مناورة حربية - هدف استراتيجي - إستراتيجية بحرية - تكتيكات عسكرية - المناورات الجوية القتالية - معركة - تكتيكات الفرسان - بدء هجوم - تغطية - هجوم مضاد - مكافحة التمرد - مكافحة التجسس - مكافحة الإرهاب - وضعية قتال دفاعي - حرب استيطان - حرب عصابات - تسلل حربي - حرب غير منتظمة - روح معنوية - تكتيكات بحرية - حصار - ضربة جراحية - أهداف تكتيكية - حرب الخنادق - أسلحة عسكرية - حرب مدرعة - مدفعية - حرب بيولوجية - سلاح الفرسان - حرب تقليدية - حرب كيماوية - حرب الإنترنت - سلاح الإنترنت - حرب اقتصادية - حرب إلكترونية - مشاة - حرب نووية - حرب نفسية - حرب غير تقليدية - علوم عسكرية أخرى - الحد من التسلح - سباق تسلح - اغتيال - حرب غير متكافئة - حماية المدنيين - عملية سرية - أضرار جانبية - حرب باردة (مصطلح عام) - قتال - عملية تمويه - صناعة الأسلحة - نزع السلاح - جهاز مخابرات - قانون الحرب - مرتزق - حملة عسكرية - عملية عسكرية - قتال وهمي - حرب مركزة حول الشبكات - قوات شبه عسكرية - مبادئ الحرب - وكالة دفاع خاصة - شركة عسكرية خاصة - حرب بالوكالة - حرب دينية - أمن - قوات خاصة - عمليات خاصة - مسرح الحرب - سرقة - عملية سرية - جريمة حرب - محارب |

### الإدارة العامة
- خدمة مدنية
- إصلاحات
- علم الحفظ الحيوي
- عدالة جنائية
- بحوث الكوارث
- الاستجابة للكارثة
- إدارة الطوارئ
- خدمات الطوارئ
- السلامة من الحريق (وقاية هيكلية من الحريق)
- حرائق بيئية (إدارة الحرائق في الحياة البرية)
- حكومة
- علاقات دولية
- تطبيق القانون
- دراسات الحرب والسلام
- شرطة علمية
- دراسات السياسات
  - تحليل السياسات
- إدارة عامة
  - منظمة غير ربحية
  - منظمة غير حكومية
  - عقيدة السياسة العامة
  - مدرسة السياسة العامة
  - تنظيم
- أمن عام
- خدمة عمومية

#### السياسة العامة
- سياسة زراعية
- سياسة تجارية
- السياسة الثقافية
- سياسة محلية
- سياسة الأدوية
  - إصلاح سياسة الأدوية
- سياسة اقتصادية
  - سياسة مالية
  - سياسة الدخل
  - السياسة الصناعية
  - سياسة الاستثمار
  - سياسة نقدية
  - سياسة ضريبية
- سياسة تعليم
- سياسة الطاقة
  - ساسية الطاقة النووية
  - تجارة الطاقة المتجددة
- سياسة بيئية
- السياسة الغذائية
- سياسة خارجية
- سياسة صحية
  - سياسة دوائية
  - سياسة التطيعم
- الإسكان العام
- سياسة الهجرة
- سياسة المعرفة
- سياسة اللغة
- سياسة دفاع
- سياسة العلوم
  - سياسات الاحترار العالمي
  - سياسة أبحاث الخلايا الجذعية
  - سياسة الفضاء
  - سياسة التقنية
- سياسة أمنية
- سياسة اجتماعية
- قائمة مواضيع السياسة العامة حسب البلد

### الخدمة الاجتماعية
- حماية الطفل
- الممارسة المجتمعية
  - التنظيم المجتمعي
  - سياسة اجتماعية
- خدمات بشرية
- إصلاحات
- دراسة الشيخوخة
- خدمة اجتماعية طبية
- صحة نفسية
- عامل اجتماعي في المدرسة

### النقل
- سلامة مرورية
- مخطط معلومات بياني
- نقل الركاب متعدد الوسائط
- لوجستيات
- نقل مائي
  - إدارة الموانئ
  - مهارة جندي البحرية
- بحوث العمليات
- مواصلات عمومية
- سفر
- مركبة